# Une jeunesse dorée
 Une jeunesse dorée  es una película dramática franco-belga dirigida por Eva Ionesco en 2019. Fue su segunda colaboración con Isabelle Huppert como protagonista. La película forma parte de una trilogía autobiográfica.

## Sinopsis
En 1979, en París, Rose pudo prometer a Michael su parte de un grupo moderno que va a un famoso club nocturno. Una noche, conoce a una pareja que transforma su vida.

## Reparto
- Isabelle Huppert como Lucile Wood
- Galatéa Bellugi como Rose
- Melvil Poupaud como Hubert Robert
- Lukas Ionesco como Michel
- Alain-Fabien Delon como Adrien